# Jan Kanty Lasota
Jan Kanty Lasota (ps. „Kanty”, „Jan Kanty”, „Pan Jan”, „Przyzba”; ur. 20 października 1899 w Borku Starym, zm. 18 maja 1950 w Spasku w Kazachstanie) – magister prawa, podpułkownik piechoty Wojska Polskiego, kawaler Orderu Virtuti Militari i Krzyża Walecznych (trzykrotnie), szef sztabu Okręgu Kraków Armii Krajowej.

## Życiorys
Syn Józefa, nauczyciela i Marii z Gryzieckich. W czasie nauki w gimnazjach w Rzeszowie i Krakowie należał do drużyny skautowskiej. W czasie I wojny światowej mimo młodego wieku wstąpił pod przybranym nazwiskiem do Legionów Polskich, ale po krótkim czasie został odesłany do domu. W 1917 r. wcielony do wojska austro-węgierskiego, walczył na froncie włoskim. W 1918 r. wstąpił do Wojska Polskiego, otrzymując przydział do pociągów pancernych, w załodze których brał udział w odsieczy Lwowa i wojnie polsko-bolszewickiej. 1 czerwca 1919 r. otrzymał awans na stopień podporucznika. 
Po zakończeniu wojny studiował, służąc nadal w wojsku, prawo na Uniwersytecie Jagiellońskim. W 1924 r. został przeniesiony do 54 pułku piechoty w Krotoszynie, a w 1925 r. do Korpusu Ochrony Pogranicza, służąc w batalionie „Dawigródek” na Polesiu oraz batalionie „Czortków” na Podolu. W 1932 przeszedł na własną prośbę do 8 pułku piechoty w Lublinie, gdzie ukończył studia prawnicze na Katolickim Uniwersytecie Lubelskim. Ożeniony z Michaliną Florek (1901–1986). Nie mając własnych dzieci, zajmował się wychowaniem dzieci rodzeństwa żony.
W czasie kampanii wrześniowej 1939 formował II batalion 93 pułku piechoty w składzie 39 Dywizji Piechoty, na czele którego walczył m.in. w bitwach pod Krasnymstawem i Cześnikami. Ranny, uniknął niewoli. Był jednym z założycieli konspiracyjnej Organizacji Orła Białego. Od 1940 r. szef Oddziału II (wywiadu i kontrwywiadu) Komendy Okręgu Kraków Związku Walki Zbrojnej, a od lutego 1943 r. do stycznia 1945 r. szef sztabu Okręgu Kraków Armii Krajowej. 
17 kwietnia 1945 r. został aresztowany przez NKWD, a następnie wywieziony samolotem do Rosji i osadzony w więzieniu „Łubianka” w Moskwie. W listopadzie 1945 r. otrzymał wyrok 8 lat więzienia. Więziony w obozie pracy, nazywanym Obozem Stepowym (Stiepnoj Łagier), w okręgu Karaganda w Kazachstanie, gdzie zmarł w 1950 r. Miejsce pochówku nie jest znane.

## Awanse
- podporucznik – 1 czerwca 1919 r.
- porucznik – 1 grudnia 1920 r. ze starszeństwem z dniem 1 czerwca 1919 r.
- kapitan – 22 kwietnia 1924 r. ze starszeństwem z dniem 1 lipca 1923.
- major – 19 marca 1937 r.
- podpułkownik – luty 1943 r.

## Upamiętnienia
- Ulica w Dzielnicy VIII Dębniki w Krakowie[5].
- Tablica pamiątkowa na fasadzie kamienicy przy ul. Mikołajskiej 20 w Krakowie, ufundowana przez Kazimierza Bajera ps. „Leliwa”, jego adiutanta, oraz prof. Irenę Bajerową (1997)[6][7].

## Odznaczenia
- Srebrny Krzyż Orderu Virtuti Militari
- Krzyż Walecznych (3-krotnie)
- Srebrny Krzyż Zasługi
- Medal Pamiątkowy „Za wojnę 1918–1921”
- Odznaka „Orlęta”
- Odznaka „Gwiazda Przemyśla”.